# カスタムキャスト
カスタムキャスト（CUSTOM CAST）は、ドワンゴとS-courtが共同開発した、iOS・Android用のスマートフォンアプリ。バーチャルYouTuberのモデル作成とニコニコ生放送への配信機能があり、無料で提供されているが、一部に有料コンテンツがある。
同名の株式会社カスタムキャストが運営している。

## 概要
フェイス、ヘア、ボディ、コスチューム、アクセサリーなどの各項目ごとに任意の選択をし、キャラクターを作成することができる。また、それぞれの箇所の色や大きさ、目の閉じ方まで細かな調節が可能となっている（当初は女性アバターのみであったが、男性寄りのモデルも作れるようになった）。スマートフォンを振ることで、ランダムでキャラクターを作成することもできる。動画配信においては、フェイストラッキングやARにも対応しており、手軽にバーチャルYouTuber活動が行えることが特色となっている。
　公式ネットラジオ「カスタムキャスト学院放送科『きゃす☆らじ』」が不定期金曜日20:00からニコニコ生放送にて配信されている。ラジオと銘打っているが、ラジオ要素は薄い。

## 開発
本作は、KISSが制作・販売する『カスタムオーダーメイド3D2』を元に、キャラクターメイキングや配信の初心者に向けて開発された。
開発スタッフのねいは、スマートフォン向けのユーザーインターフェースを開発するのに苦労したとリアルサウンドとの座談会の中で振り返っている。
また、開発スタッフの助田は配信後が苦労したと前述の座談会の中で振り返っており、その理由として様々な趣味嗜好を持つユーザーからの要望に応えていく必要がある点を挙げている。
本作は配信者向けのアプリとしてスタートしており、開発側もそれに合わせた改善を図るつもりでいたが、キャラクターエディット機能の評判やエディットしたキャラクターをSNSに公開する動きが広まったため、アップデートの範囲が当初予定していなかったところにも広がっていった。
男性アバターの作成機能もその一つで、開発側がユーザーの分布を調べたところ、女性が多いことが判明したため、彼女たちの要望を受ける形で2019年1月に追加された。機能の追加に当たっては、女性スタッフやデザイナーからのアドバイスを基にポージングの調整などが行われた。

## 反響
本作は配信開始からわずか11日で100万ダウンロード数を達成した。
開発スタッフの一人であるのYamatoはリアルサウンドとのインタビューの中でこの反響は予想外だったと述べており、「ある程度の反響はあるだろうと思ってはいたのですが、ローンチした日にはツイッターのトレンドに入るなど想像していた以上の反応をいただけました。（中略）毎日のように開発に打ち込んでいたので、当時はその状況に気づけていませんでした。（中略）　その翌日、ドワンゴで打ち合わせをした際に最上もがさんなどの有名人がアプリを使ってくださっていて、そこで大きな反響を生んでいたことがわかりました。そんなこんなで、どれぐらい僕たちの手がけたアプリが広がりを見せているのかを徐々に実感できましたね。」と振り返っている。
株式会社カスタムキャストの代表取締役・川崎大和が2020年のインタビューの中で語ったところによると、サービス初期はキャラクターエディット機能がユーザーに評判だったものの、時間の経過とともにターゲット層であるバーチャルYouTuberにも受け入れられつつあるとされている。
川崎はインタビューを受けた時点では配信者とエディット機能の利用者の割合が半半であると述べており、インタビューアーの杉山仁はキャラクターメイキング機能の評判によりバーチャルYouTuberとしての活動がしやすくなり、バーチャル文化の盛り上がりもカスタムキャストの普及につながっていると推測している。
川崎は前述のインタビューの中で、利用者たちの動きが開発側にとって予測できないことが多く、彼らにはかなわないと話している。